# Råneå
Råneå (lulesamisch Rávnna) ist ein Ort (tätort) in der schwedischen Provinz Norrbottens län, in der historischen Provinz (landskap) Norrbotten.

## Lage
Råneå gehört zur Gemeinde Luleå und innerhalb dieser seit 1. Januar 2016 zum Distrikt Råneå. Der Ort ist mit fast 2000 Einwohnern (2015) die sechstgrößte Ortschaft der Gemeinde. Er liegt etwa 30 km Luftlinie nördlich der Provinzhauptstadt – zugleich Gemeindezentrum – Luleå vorwiegend linken Ufer des Flusses Råneälven, etwa 5 km oberhalb von dessen Mündung in die Bucht Rånefjärden der Bottenwiek im nördlichsten Teil der Ostsee.
Südöstlich wird der Ort von der Europastraße 4 umgangen. Von Råneå zunächst am linken Ufer des Råneälven aufwärts in Richtung Böle–Niemisel verläuft die sekundäre Provinzstraße BD 670. Die nächstgelegenen Bahnstationen mit Personenverkehr befinden sich in Luleå sowie der etwa ebenso weit in westlicher Richtung entfernten Stadt Boden.
Unweit der Mündung des Råneälven liegt an der Ostsee der Yachthafen (gästhamn) des Ortes.

## Geschichte
Der Ort erlangte Bedeutung ab dem 17. Jahrhundert, als er am 25. März 1642 Sitz des eigenständigen Kirchspiels Råneå socken wurde, zuvor Teil des Kirchspiels Luleå. Zum 1. Januar 1863 ging aus dem Kirchspiel die gleichnamige Landgemeinde (landskommun) hervor. Ab dem 19. Jahrhundert siedelten sich im Ort kleinere Industriebetriebe an, darunter 1883 und 1930 zwei Schuhfabriken. Die Landgemeinde ging zum 1. Januar 1969 in der Stadt Luleå auf, und mit dieser 1971 in der heutigen Gemeinde (kommun).
Ursprünglich und bis in die 1950er-Jahre wurde der Ort alternativ auch als Rånbyn bezeichnet; dieser Name hat sich für eine kleine, bis 2000 als Småort ausgewiesene Ansiedlung südöstlich des Ortes gehalten.

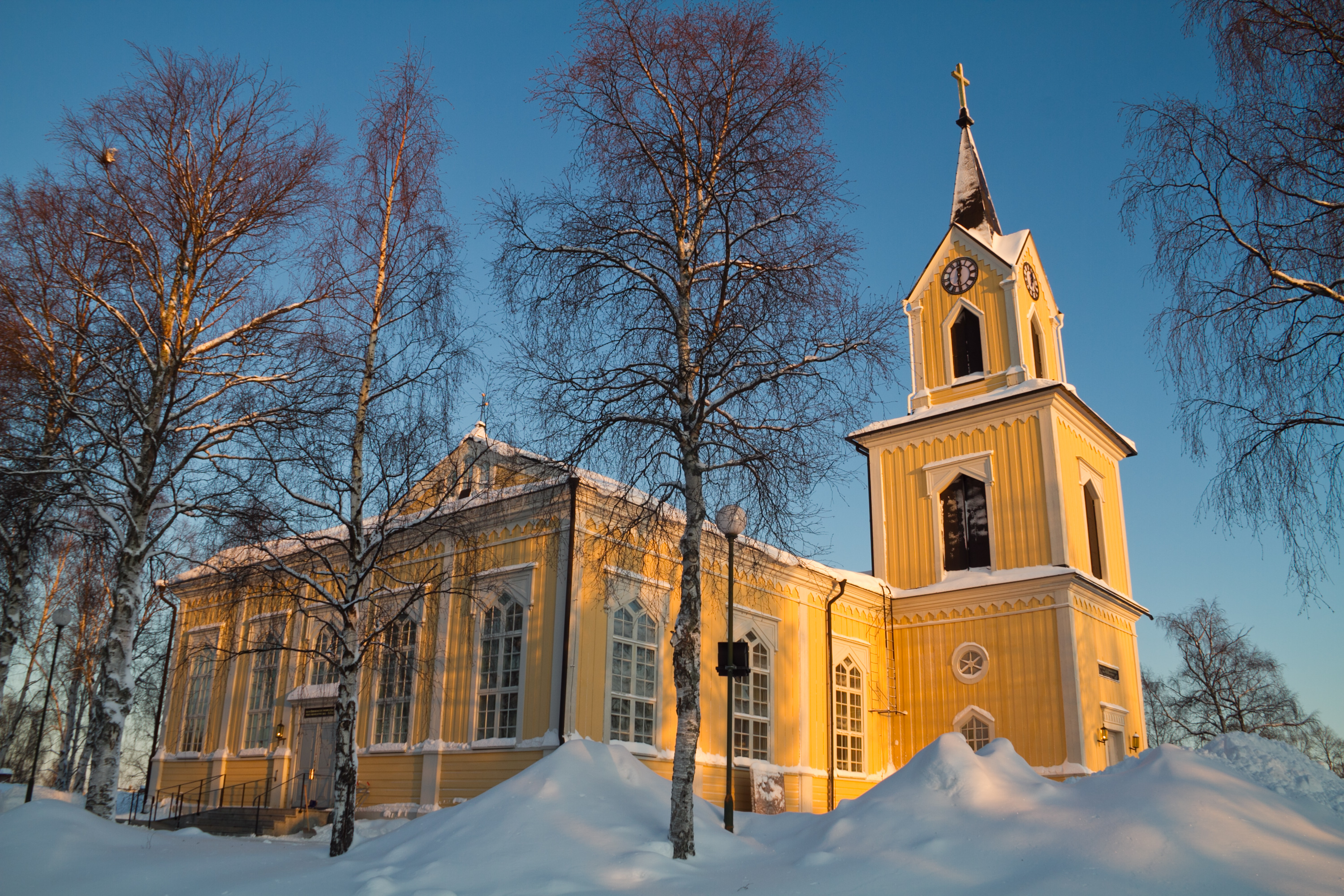
Kirche von Råneå
Wappen der Landgemeinde Råneå (1863–1968)

## Sehenswürdigkeiten
Die von Johan Fredrik Åbom entworfene Kirche des Ortes wurde 1854–1857 anstelle eines Vorgängerbaus aus den 1640er-Jahren errichtet. Bei der Kirche sind zehn Kirchenhütten erhalten.

## Söhne und Töchter des Ortes
- Nils Hjelmström (1915–2003), Skispringer
- Markus Öhrn (* 1972), Videokünstler und Theaterregisseur
- Solgerd Isalv (* 1982), Opernsängerin